# بي. سي. رن
بي. سي. رن (بالإنجليزية: P. C. Wren)‏ (1 نوفمبر 1875، دتفورد في المملكة المتحدة - 22 نوفمبر 1941، غلوسترشير في المملكة المتحدة)؛ كاتب وروائي بريطاني. درس في كلية القديسة كاترين.

## روابط خارجية
- بي. سي. رن على موقع الموسوعة البريطانية (الإنجليزية)